# FC Municipal Valencia
FC Municipal Valencia was een Hondurese voetbalclub uit de hoofdstad Tegucigalpa. De club werd kampioen van de tweede klasse in 2004 en promoveerde zo naar de hoogste klasse. Voor de start van het Apertura seizoen in 2006/07 verkocht Valencia zijn plaats aan Hispano FC voor drie miljoen lempira's omdat de club in financiële problemen gekomen was.

## Gewonnen prijzen
Liga de Ascenso de Honduras (2de klasse)
2003/04